# Odon Delarc
Odon Jean-Marie Delarc (né à Lectoure le 15 août 1839 – mort à Mandelieu le 30 juin 1898) est un prêtre et historien français.

## Biographie
Odon Delarc commence ses études au Grand Séminaire d'Auch, où le père Gratry le convainc d'entrer à l'Oratoire. Il est ordonné prêtre en 1864. Après avoir été enseignant au collège de Saint-Lô, il est nommé au diocèse de Paris. 
Il fut également aumônier de l'Hôpital Cochin.

## Ouvrages sélectifs
- De l'enseignement supérieur de la théologie en France, Paris, 1871.
- Un pape alsacien : essai historique sur Saint Léon IX et son temps, E. Plon et Cie, 1876.
- Les Normands en Italie depuis les premières invasions jusqu'à l'avènement de S. Grégoire VII (859-862. 1016-1073), E. Leroux, 1883.  (lire en ligne).
- Saint Grégoire VII et la réforme de l'église au XIe siècle, Volume 1, Retaux-Bray, 1889.
- L'Église de Paris pendant la Révolution française, 1789-1801, 3 vol., Paris, 1884-1897, prix Thérouanne de l’Académie française, 1898.
- Esquisses et croquis (son autobiographie), Paris, 1891.